# 吉尔滕
吉尔滕是德国下萨克森州的一个市镇。总面积33.37平方公里，总人口1176人，其中男性589人，女性587人（2011年12月31日），人口密度35人/平方公里。